# Xiao Jiang
Der Xiao Jiang (chinesisch 小江, englisch Xiao River/Xiaojiang River) ist ein Nebenfluss des Jinsha Jiang (Jangtse) im Nordosten der chinesischen Provinz Yunnan. Er entspringt im Autonomen Kreis Xundian der Hui und Yi der bezirksfreien Stadt Kunming, fließt nordwärts durch Dongchuan und mündet in den Jinsha Jiang. Er ist 140 km lang. Sein Unterlauf ist schiffbar.

## Erdbebengebiet
Im Gebiet der Xiaojiang-Verwerfung (小江断裂带) bzw. der Xianshuihe-Xiaojiang-Verwerfung (鲜水河—小江断裂带) treten häufig Erdbeben auf.